# Gradnje (gmina Krško)
Gradnje – wieś w Słowenii, w gminie Krško. W 2018 roku liczyła 27 mieszkańców.